# Maria von Jesus Santocanale

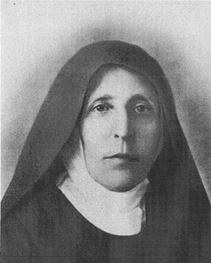
Maria von Jesus Santocanale (1852–1923)

Maria von Jesus (Carolina) Santocanale (* 2. Oktober 1852 in Palermo, Königreich beider Sizilien; † 27. Januar 1923 in Cinisi (Palermo), Königreich Italien) war eine römisch-katholische Ordensfrau und Gründerin der Kongregation der Kapuzinerinnen der Unbefleckten Empfängnis von Lourdes. In der katholischen Kirche wird sie als Heilige verehrt.

## Leben
Carolina Santocanale wurde am 2. Oktober 1852 in Palermo geboren und am folgenden Tag auf die Namen Carolina Concetta Angela getauft. Ihre Eltern waren der aus dem Adelshaus der Barone von Celsa Reale stammende Anwalt Giuseppe Santocanale und seine Ehefrau Caterina Andriolo Stagno, die ihr eine standesgemäße Erziehung zuteilwerden ließen. Ihre erste schulische Ausbildung war an einer kleinen Schule. Sie wurde u. a. in Literatur, Musik und Französisch unterrichtet. Nach ihrer Erstkommunion im Jahr 1861 verließ sie diese Schule und setzte ihre Ausbildung zu Hause fort, unterrichtet durch ihre Mutter und Hauslehrer.
Mit 19 Jahren wurde sie an das Krankenbett ihres Großvaters Paulo Stagno gerufen, der kurze Zeit später starb. Bei dem Krankenbesuch lernte sie Pater Mario Venuti kennen, der daraufhin Carolinas geistlicher Begleiter wurde. Im Alter von 21 Jahren erklärte sie sich bereit, Präsidentin der Töchter Mariens in der Pfarrei Sant’ Antonio in Palermo zu werden.
Obwohl ihr viele junge Männer Heiratsanträge machten, verspürte sie eine starke Berufung zum Ordensleben, wobei sie hin- und hergerissen war zwischen dem kontemplativen Klosterleben und dem apostolisch-tätigen Ordensleben mit der Arbeit für Arme und Kranke. Ihr Vater war mit ihren Plänen in ein Kloster einzutreten nicht einverstanden.
1884 erkrankte Carolina schwer und ertrug viele Monate lang starke Schmerzen vor allem in den Beinen, weswegen sie sich kaum bewegen konnte.
Auf Vermittlung von Pater Mario Venuti lernte Carolina den jungen Priester Giacomo Cusmano kennen, der in Palermo und Umgebung eine Armenspeisung eingerichtet hatte. Durch den Austausch mit ihm verstärkte sich ihre Sehnsucht nach einem gottgeweihten und caritativen Leben in einem Orden. Durch den Austausch mit ihrem geistlichen Begleiter Don Venuti erfuhr sie vom Dritten Orden des heiligen Franziskus, was bei ihr großes Interesses weckte.
1887 konnte ein befreundeter Arzt sie von ihrer Erkrankung heilen. Da sie immer noch zwischen dem kontemplativen und dem aktiven Ordensleben hin- und hergerissen war, hoffte sie, beides miteinander verbinden zu können, und entschied sich schließlich für den Eintritt in den Dritten Orden der Franziskaner.
Am 13. Juni 1887 erhielt sie als Professe des Dritten Ordens den franziskanischen Habit und nahm den Ordensnamen Maria von Jesus an. In den folgenden Monaten schlossen sich ihr weitere junge Frauen an.
Sie ging in Palermo von Tür zu Tür und verteilte aus ihrem Rucksack Lebensmittel und Almosen an Arme und Kranke. Zunächst ließ sich die kleine Gruppe in zwei angemieteten Räumen des Marienkollegs nieder, aber als der Platz zu klein wurde, bat Schwester Maria von Jesus ihre Eltern darum, im Haus ihrer Großeltern wohnen zu dürfen, das sie gerade geerbt hatten. So zog die kleine Gemeinschaft am 11. Februar 1891 dorthin. Zwischen März und Juni 1896 richteten die Schwestern dort ein Waisenhaus ein, das sofort sechs Waisenkinder aufnahm; im Jahr darauf öffneten sie ein Internat für Mädchen aus wohlhabenden Familien, die Geld dafür bezahlten und so das Leben und die Arbeit der Schwestern mitfinanzierten. Im folgenden Jahr eröffneten sie einen Kindergarten für die kleinen Kinder, deren Mütter zur Arbeit gezwungen waren, da nahezu alle Männer vor der Arbeitslosigkeit von Cinisi nach Amerika geflohen waren.
Nachdem sie zwei Lagerhäuser mit Weinfässern leergeräumt hatten, richteten sie ein Refektorium ein, in dem sie zehn Jahre lang hundert arme Menschen verpflegten. Als Schwester Maria von Jesus jedoch nicht mehr die finanziellen Möglichkeiten hatte, das Refektorium für die Armen zu unterhalten, träumte sie davon, dieses Lagerhaus in einen heiligen Ort umzuwandeln. Mit Hilfe des Ingenieurs Sbacchi, eines großen Wohltäters, konnte sie diesen Traum erfüllen. Gleichzeitig musste sie den Verlust ihrer Eltern erleiden und sich einer Operation des Grauen Stars an beiden Augen unterziehen.
Außerdem kam es zu einer Meinungsverschiedenheit mit Don Venuti, der es nicht gut hieß, dass sie die kleine Kirche in ihrem Haus errichtet hatte. Der Bischof, der sie genehmigt hatte, befahl Venuti, die Kapelle zu segnen, was er dann auch tat, aber danach besuchte er das Haus nicht mehr. Ein weiterer Konflikt hatte sich mit ihm über die Formulierung der Ordensregel und der Konstitutionen ergeben, deren Einhaltung seiner Meinung nach den Schwestern zu große Schwierigkeiten bereitet hätten. Als er schließlich gebeten wurde, den Schwestern die Exerzitien zu halten, bat er Schwester Maria von Jesus, stattdessen zu den Kapuzinern nach Palermo zu gehen. Als der Kapuzinerpater Giovanni Maria Schiavo mit Schwester Maria von Jesus in Kontakt kam, erkannte er die prekäre Situation der Gemeinschaft: Es gab kein Dekret oder Dokument, das die kanonische Errichtung des Instituts belegte, und außerdem waren die Frauen, die sich für Ordensschwestern hielten, kirchenrechtlich nur einfach Tertiarinnen des Dritten Ordens.
Pater Schiavo versprach Maria von Jesus, ihr bei der ordentlichen Gründung der Gemeinschaft zu helfen. Dabei griff er auf die Regel des regulierten Dritten Ordens zurück, die von Papst Leo X. 1521 genehmigt worden war, und bereitete in zwei Jahren die Konstitutionen vor. Die Schwestern sollten dem Orden der Kapuziner angegliedert und vom Bischof gemäß Diözesanrecht anerkannt werden, damit die zwölf Frauen in der neuen Gemeinschaft der Kapuzinerinnen der Unbefleckten Empfängnis von Lourdes das Noviziat beginnen konnten.
Am 8. Dezember 1909 teilte Pater Schiavo den Schwestern in einem Telegramm mit, dass die Regel genehmigt war und dass der Generalminister, Pater Pacifico da Seggiano, die Angliederung des Instituts an den Kapuzinerorden genehmigt hatte. Auch Monsignore Domenico Gaspare Lancia di Brolo, Bischof von Monreale, erteilte seine Zustimmung und genehmigte das neue Institut gemäß diözesanem Recht.
Die Kongregation wurde am 24. Januar 1923 vom Erzbischof von Palermo Alessandro Lualdi als Institut des geweihten Lebens mit diözesanem Recht anerkannt.
Am 13. Juni 1910 wurden Schwester Maria von Jesus und elf weitere Schwestern mit dem braunen Habit der Kapuzinerinnen eingekleidet. Am 11. Februar 1911 legte die Gründerin Mutter Maria von Jesus gegenüber von Monsignore Gaspare Bova, Generalvikar der Diözese Monreale, die Gelübde ab und konnte so am folgenden 29. November als Oberin die Profess ihrer 11 Gefährtinnen entgegennehmen.
In der Folgezeit erkrankte Mutter Maria von Jesus und musste sich wegen eines Fibroadenoms eine Brust entfernen lassen. Außerdem kam es zu Unstimmigkeiten mit dem neuen Bischof von Monreale, Monsignore Antonio Augusto Intreccialagli, der mit ihrer Führungsart nicht einverstanden war, und mit neuen Mitschwestern, die Unfrieden in der Gemeinschaft stifteten.
Der Aufforderung des Bischofs, neue Häuser zu eröffnen, gehorchte Mutter Maria von Jesus. Allerdings begegnete sie dabei finanziellen Schwierigkeiten, die sie dazu zwangen, die Häuser bald wieder zu schließen.
Die prekäre Situation der Gemeinschaft verbesserte sich, als Monsignore Intreccialagli am 24. Januar 1923 die Erlaubnis zur Wiedereröffnung des Noviziats erteilte und ein neues Dekret über die Anerkennung der Gemeinschaft gemäß diözesanem Recht erließ.
Der 27. Januar 1923 war ein Tag mit anstrengender Arbeit für Mutter Maria von Jesus: Sie half zwei jungen Menschen bei der Hochzeitsfeier und bereitete mit ihren Mitschwestern ein Essen für 60 Gäste zu. Gegen 23 Uhr erlitt sie einen Herzinfarkt. Umgeben von ihren Mitschwestern, die nichts für sie tun konnten, entschlief sie friedlich mit dem Namen Jesu auf den Lippen und den Blick auf ein Bild des heiligen Josef gerichtet.
Sie blieb zwei Tage lang zur Verabschiedung durch das Volk aufgebahrt. Ihr Leichnam wurde am 29. Januar 1923 auf dem Stadtfriedhof beigesetzt.
Etwas mehr als drei Jahre später, am 23. Oktober 1926, wurden ihre sterblichen Überreste exhumiert und in die kleine Kirche des Instituts, in der Via Sacramento 6 in Cinisi, überführt.
Papst Pius XII. erkannte ihre Kongregation 1947 als Institut päpstlichen Rechts an.

## Selig- und Heiligsprechung
Der diözesane Informativprozess wurde von 1962 bis 1964 geführt. 1982 wurde von der Kongregation für die Selig- und Heiligsprechungsprozesse für den Seligsprechungsprozess das „nihil obstat“ ausgesprochen, und Mutter Maria von Jesus bekam den Titel „Dienerin Gottes“ verliehen. Die zusammengestellte Positio über das Leben und Werk wurde 1992 zur weiteren Überprüfung bei der Kongregation in Rom eingereicht.
Johannes Paul II. bestätigte den heroischen Tugendgrad und erklärte sie am 1. Juli 2000 zur „Ehrwürdigen Dienerin Gottes“. Das für ihre Seligsprechung erforderliche Wunder wurde am 14. Dezember 2005 anerkannt. Mutter Maria von Jesus Santocanale wurde am 12. Juni 2016 in Monreale von Kardinal Angelo Amato im Auftrag von Papst Franziskus seliggesprochen.
Im anschließenden Heiligsprechungsverfahren erkannte Papst Franziskus am 25. November 2021 ein ihrer Fürsprache zugeschriebenes Wunder als letzte Voraussetzung für die Heiligsprechung an. Die Heiligsprechung durch Papst Franziskus fand am 15. Mai 2022 statt.

## Gedenktag
Ihr Gedenktag in der Liturgie der Kirche ist ihr Todestag, der 27. Januar.